# Río Angat
El río Angat es un curso de agua de las Filipinas, afluente del Pampanga. Discurre por la provincia de Bulacán, en la isla de Luzón.

## Curso
El río aparece descrito en el primer volumen del Diccionario geográfico, estadístico, histórico de las Islas Filipinas de Manuel Buzeta Núñez y Felipe Bravo con las siguientes palabras:

ANGAT: r. de la isla de Luzon, prov. de Bulacan. Nace en el monte que se eleva por el E. y N. del pueblo de Angat no lejos de este; pasa por junto á él con direccion al O., dejándole á su izquierda; baña luego el de San Rafael por la derecha y sigue á Baliuang, cuyo pueblo baña tambien por la derecha, y revuelve sobre el S., hasta cerca de Quingua, desde donde toma de nuevo su anterior direccion, para llevar sus aguas al rio grande de la Pampanga.
(Buzeta y Bravo, 1850, p. 295)